# Oxalat

Formula structurală a anionului oxalat

Oxalatul (IUPAC: etanedioat) este un dianion cu formula C
2O2−
4, scris de asemenea și (COO)2−
2. Oxalații sunt derivați ai acidului oxalic și pot fi săruri, precum oxalatul de sodiu Na2C2O4, sau esteri, precum oxalatul de dimetil (CH3)2C2O4. Anionul formează complecși coordinativi, fiind prescurtat ox.